# Parafia św. Józefa Oblubieńca Najświętszej Maryi Panny w Olszynie
Parafia św. Józefa Oblubieńca Najświętszej Maryi Panny w Olszynie – parafia rzymskokatolicka w dekanacie Lubań w diecezji legnickiej. Obsługiwana przez księży diecezjalnych. Erygowana 1 lipca 1946.

## Proboszczowie parafii
| imię i nazwisko       | daty urzędowania |
| --------------------- | ---------------- |
| ks. Jan Dochniak      | 2000-2017        |
| ks. Bogusław Wolański | 2017-2023        |
| ks. Janusz Kozyra     | 2023-obecnie     |